# Josef Schnusenberg
Josef Schnusenberg (* 16. Februar 1941 in St. Vit, Nordrhein-Westfalen; † 19. Dezember 2024 in Rheda-Wiedenbrück) war ein deutscher Fußballfunktionär.

## Werdegang
Nach der Ausbildung von 1961 bis 1964 bei der damaligen Landesfinanzakademie NRW Nordkirchen, der heutigen Hochschule für Finanzen Nordrhein-Westfalen, war Schnusenberg bis 1966 bei der Finanzverwaltung NRW tätig. Seit dem 15. Mai 1969 war er selbständiger Steuerberater mit eigener Kanzlei.
Von 1994 bis 2007 war er stellvertretender Vorstandsvorsitzender und Schatzmeister des FC Schalke 04 und vom 18. Juni 2007 bis zum 30. Juni 2010 als Nachfolger von Gerhard Rehberg Vorstandsvorsitzender. Darüber hinaus war Schnusenberg seit 1983 Vorsitzender des Sportvereins TSG Rheda.
Von 1994 bis 2008 war er als Testamentsvollstrecker und Verwalter des Vermächtnisses der Söhne von Bernd Tönnies Generalbevollmächtigter der B. & C. Tönnies Fleischwerk GmbH.
In der Nacht des 19. Dezember 2024 verstarb Josef Schnusenberg im Alter von 83 Jahren in Rheda-Wiedenbrück nach langjähriger Krankheit. Schnusenberg war verheiratet und hatte zwei Kinder.